# Dieróna
Dieróna (grec moderne : Διερώνα) est un village chypriote situé dans le district de Limassol et comptant plus de 192 habitants.